# Centrum Myśli Jana Pawła II

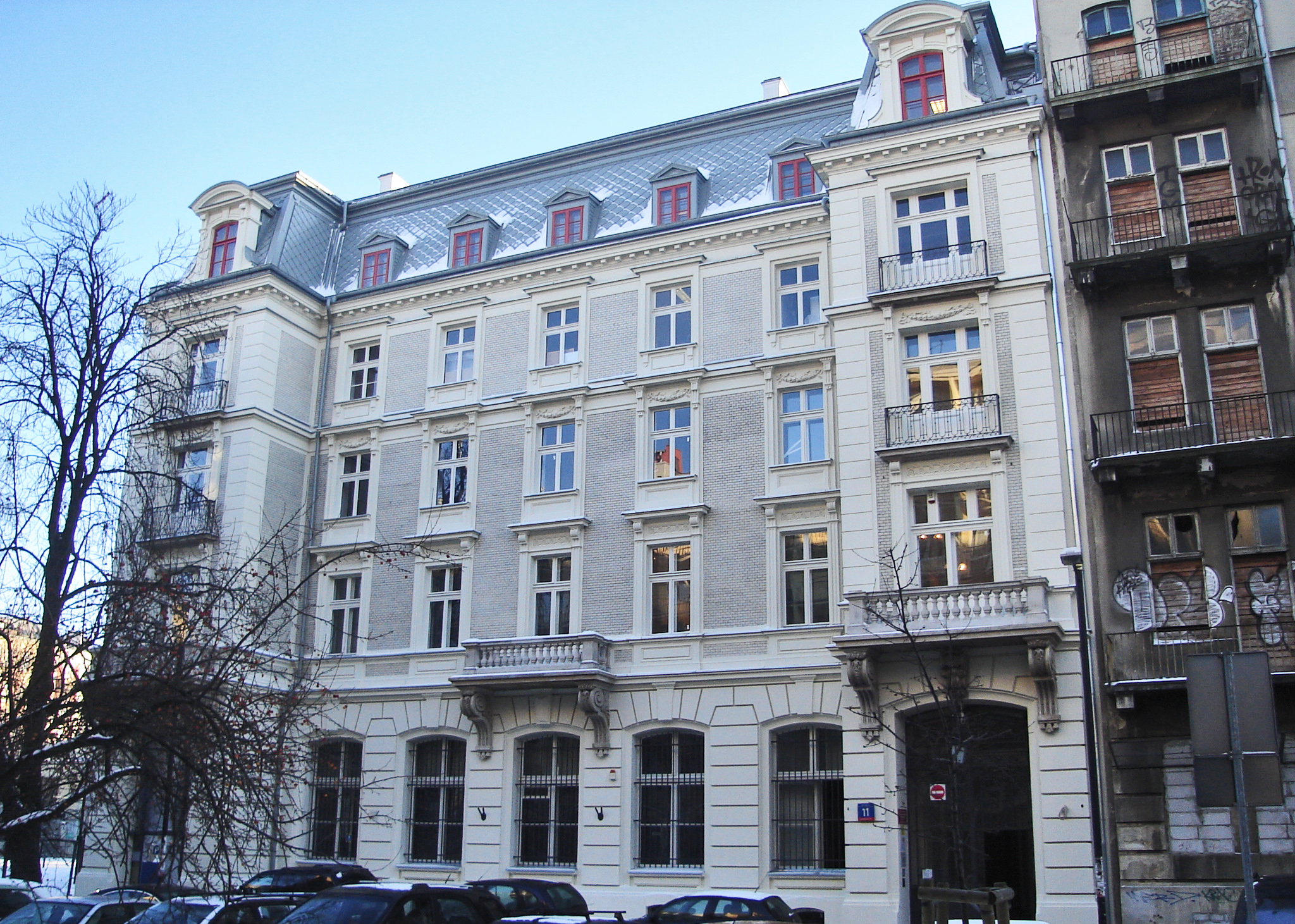
Siedziba Centrum przy ul. Foksal 11

Centrum Myśli Jana Pawła II – instytucja kultury m.st. Warszawy, zajmująca się badaniem, dokumentowaniem i upowszechnianiem nauczania Jana Pawła II. Centrum kładzie szczególny nacisk na pracę z młodzieżą, stanowi miejsce spotkań osób zainspirowanych pontyfikatem Jana Pawła II. Instytucja rozpoczęła pracę 1 kwietnia 2006 r.

## Historia
Inicjatorem powstania instytucji, zajmującej się gromadzeniem informacji na temat Jana Pawła II i propagowaniem jego nauczania, był ówczesny prezydent m.st. Warszawy Lech Kaczyński. Dość długo nie było pewne, czy Centrum Myśli Jana Pawła II w Warszawie powstanie. Jeszcze w styczniu 2006 r. „Życie Warszawy” donosiło o niewielkich szansach na realizację tego projektu.
Ostatecznie uchwałą Nr LVIII/1611/2005 Rady m.st. Warszawy z dnia 31 lipca 2005 r. powołano Centrum Myśli Jana Pawła II. Siedzibą Centrum stała się kamienica przy ulicy Foksal 11. Inauguracja oficjalnej działalności Centrum miała miejsce 2 kwietnia 2006 r. – w pierwszą rocznicę śmierci papieża. Pierwszym dyrektorem Centrum był Piotr Dardziński, który 11 października 2008 r. otrzymał nagrodę Totus w kategorii „Promowanie nauczania Ojca Świętego Jana Pawła II” za „znakomite osiągnięcia w kierowaniu pracą Centrum Myśli Jana Pawła II”. Drugim dyrektorem został Norbert Szczepański (2011–2017). Od 2017 r. funkcję dyrektora pełni Michał Senk.

## Działalność
Centrum prowadzi działalność w następujących obszarach:
- stypendialno-edukacyjnym (Stypendia m.st. Warszawy im. Jana Pawła II)[9]
- badawczo-naukowym
- popularyzatorskim
- artystycznym
- wydawniczym

### Działalność stypendialno-edukacyjna

#### Stypendia m.st. Warszawy im. Jana Pawła II
Stypendia m.st. Warszawy im. Jana Pawła II powołała w 2005 r. Rada Miasta Stołecznego Warszawy. Co roku ze wsparcia finansowego może korzystać ponad 500 uczniów i studentów uczących się w Warszawie, którzy mimo trudnych warunków materialnych, rodzinnych lub zdrowotnych osiągają dobre wyniki w nauce oraz wykazują się osiągnięciami naukowymi, artystycznymi, sportowymi bądź zaangażowanie społecznym.
Stypendia przyznawane są na rok szkolny i akademicki w miesięcznej wysokości od 200 do 1500 zł. W latach 2005–2018 Stypendium uzyskało ponad 3000 osób.

#### Projekty edukacyjne
Od początku Centrum Myśli Jana Pawła II podejmuje działania edukacyjne skierowane do szerokiego grona odbiorców – od rodzin z małymi dziećmi po osoby dorosłe. Wśród projektów znalazły się między innymi gra miejska „Gra o Wolność” – tworzona i realizowana przez stypendystów m.st. Warszawy, „Poszukiwacze skarbu Jana Pawła II” – warsztaty dla nauczycieli i uczniów poświęcone edukacji kulturalnej oraz „Nadaj kulturze nowy wymiar” – szkolenia dla animatorów kultury.
W działaniach skierowanych bezpośrednio do szkół i nauczyciel Centrum dystrybuuje scenariusze lekcji poświęconych osobie i nauczaniu Jana Pawła II.

### Działalność badawczo-naukowa

#### Instytut Badań Naukowych
W strukturze Centrum Myśli Jana Pawła II działa powołany w 2012 r. Instytut Badań Naukowych. Analizuje dziedzictwo intelektualne papieża, rozważa współczesne zagadnienia filozofii, teologii, nauk społecznych i prawa. Bada nie tylko teksty autorstwa Jana Pawła II, lecz również to wszystko, co on uważał za istotne w dochodzeniu do prawdy o człowieku, o jego godności i świecie.
W ramach działalności badawczej Centrum prowadzi projekty analityczne, m.in. ogólnopolskie badania socjologiczne, organizuje międzynarodowe konferencje naukowe, seminaria dyskusyjne, a także specjalny program dla studentów i doktorantów Karol Wojtyła Fellowship oraz międzynarodowe szkoły letnie. Szczególne zainteresowania są skierowane ku teologii ciała Jana Pawła II i ku personalizmowi.
W ramach działań Instytut Badań Naukowych zajmuje się:
- Kształtowaniem nowego pokolenia w duchu integralnego przywództwa Jana Pawła II,
- Analizą życia społecznego z perspektywy antropologii Karola Wojtyły,
- Popularyzacją myśli Jana Pawła II na gruncie gospodarki, biznesu i polityki,
- Inicjowaniem twórczego dialogu ludzi różnych kultur, religii i światopoglądów,
- Współpracą ze światowej sławy znawcami i kontynuatorami nauczania Karola Wojtyły,
- Skupieniem w jednym miejscu ekspertów wielu dyscyplin naukowych: filozofii, antropologii, politologii, socjologii, prawa, teologii, historii, a także nauk ścisłych,
- Organizowaniem seminariów, konwersatoriów, konferencji, programów naukowych dla studentów i doktorantów.

### Działalność popularyzatorska
Centrum Myśli Jana Pawła II regularnie organizuje wydarzenia kulturalne i popularyzatorskie. Wśród nich znalazło się wiele przedsięwzięć wystawienniczych m.in. wystawa „Jan Paweł II – człowiek z wolności” zaprezentowana w 2019 r. w związku z 100. rocznicą odzyskania niepodległości przez Polskę oraz 40. rocznicą wyboru kardynała Wojtyły na papieża czy wystawa „Jan Paweł II. Źródła” przygotowywana wspólnie z Muzeum Historii Polski w Warszawie z okazji Światowych Dni Młodzieży w 2016 r. Z okazji 100. rocznicy urodzin Karola Wojtyły Centrum przygotowało wystawę "Karol Wojtyła. Narodziny" w nowoczesnej formule "ready-to-print". Od 2020 roku Centrum jest również partnerem międzynarodowej platformy Google Arts&Culture, na której publikuje swoje zasoby online i wystawy.

#### jp2online.pl – największa baza wiedzy o Janie Pawle II
W 2020 r. - z okazji 100. rocznicy urodzin Karola Wojtyły - Centrum uruchomiło portal zawierający dokumenty archiwalne, fotografie, materiały audiowizualne oraz teksty związane z Janem Pawłem II. Część zasobów można pobrać i wykorzystać do celów niekomercyjnych. W ramach projektu w latach 2016-2020 Centrum opracowało i przygotowało do udostępnienia: 16.000 stron dokumentów archiwalnych, 5.000 fotografii, 100.000 minut nagrań radiowych oraz 700 godzin nagrań video. Uzupełnieniem portalu jest multimedialny biogram Karola Wojtyły zawierający unikatowe materiały archiwalne. Biogram oraz portal jp2online.pl dostępne są w wersji polskiej, angielskiej, hiszpańskiej i ukraińskiej.

#### Obchody 2 kwietnia
W każdą kolejną rocznicę śmierci Jana Pawła II Centrum organizuje kampanie społeczne mające upamiętnić zmarłego papieża i zwrócić uwagę społeczeństwa na wybrany element jego nauczania. W Warszawie odbywają się wówczas konferencje naukowe, wystawy plenerowe, przedstawienia teatralne, happeningi społeczne, czuwania modlitewne.
- 2 kwietnia 2007 – kampania „Zatrzymaj się, to przemijanie ma sens”[22]
- 2 kwietnia 2008 – kampania „Życie jest wieczne”[23]
- 2 kwietnia 2009 – kampania „Miłość wam wszystko wyjaśni”[24]
- 2 kwietnia 2010 – kampania „Jestem z wami”[25]
- 2 kwietnia 2011 – kampania „Most. Każdy mały jest wielki”[26]
- 2 kwietnia 2012 – kampania „Labirynt. Wybieraj dobrze”[27][28]
- 2 kwietnia 2013 – kampania „Wojtyła 3D. Masz duszę”[29][30]
- 2 kwietnia 2014 – kampania „Jeżeli chcesz dojść do źródła, musisz iść do góry pod prąd”[31]
- 2 kwietnia 2015 – kampania „Twój kandydat w codziennych wyborach”[32]
- 2 kwietnia 2016 – kampania „Pro Memoria”
- 2 kwietnia 2017 – kampania „Chcecie zachować pokój? Pamiętajcie o człowieku”[33]
- 2 kwietnia 2018 – kampania „Nie lękajcie się!”[34]
- 2 kwietnia 2019 – kampania „Odnów oblicze!”[35]
- 2 kwietnia 2020 – kampania "#mocnimiloscia"[36]
- 2 kwietnia 2021 – kampania "Pamięć i działanie"[37]

#### Cytaty JP2
Aplikacja multimedialna stworzona przez Centrum zawierająca wybrane cytaty z nauczania i myśli Jana Pawła II. Celem narzędzia jest popularyzacja idei papieża oraz przybliżenie jego sylwetki. Aplikacja dostępna jest na systemach Android i iOS.

#### Dziedziniec Dialogu
Projekt jest elementem odbywającego się w różnych miastach europejskich od 2011 r. cyklu spotkań „Dziedziniec Pogan”, organizowanego przez Papieską Radę ds. Kultury. Gościł on już w takich miastach jak Paryż, Barcelona, Sztokholm czy Asyż, za każdym razem wywołując niezwykle pozytywne komentarze i reakcje. „Dziedziniec” jest pomyślany jako przestrzeń dialogu wierzących z ateistami, agnostykami i obojętnymi religijnie. Inicjatorem tych spotkań był Benedykt XVI, który w ten sposób kontynuował nauczanie św. Jana Pawła II.
Dotychczasowe edycje „Dziedzińca Dialogu” odbyły się w 2013, 2015 i w 2017 r. W debatach i spotkaniach uczestniczyli artyści, intelektualiści, naukowcy i duchowni, których rozmowy śledzili mieszkańcy stolicy i goście. Wydarzeniom towarzyszyły patronaty ważnych instytucji życia społecznego w Polsce, w tym patronat Prezydenta RP.
Polska wersja „Dziedzińca” koncentruje się głównie na zagadnieniach dialogu i porozumienia, mającego w Polsce bogate tradycje od czasów wielokulturowej i wieloreligijnej I Rzeczypospolitej, aż po doświadczenia „Solidarności”.
Celem projektu jest umożliwienie wszystkim stronom dialogu przedstawienia swoich stanowisk, które prowadzić ma do zrozumienia wzajemnych racji w najważniejszych problemach dziedziny kultury, nauki i spraw społecznych i wspólnego odkrywania prawdy o otaczającej nas rzeczywistości.

### Działalność artystyczna

#### Chór Centrum Myśli Jana Pawła II
Powstał w 2005 roku, po śmierci Jana Pawła II. W latach 2005–2016 Chórem kierowała Zofia Borkowska. Od sierpnia 2016 r. pracuje on pod kierunkiem Jana Krutula.
Zespół, który zgromadził się dla Jana Pawła II, pragnie poprzez muzykę wspólnie wprowadzać piękno i inspirować swoich słuchaczy do poszukiwania „nowych epifanii piękna”, o których Jan Paweł II pisał w Liście do artystów. Ma w swoim repertuarze wiele utworów dedykowanych Ojcu Świętemu i inspirowanych jego nauczaniem. Są wśród nich m.in. Litania do św. Jana Pawła II na solistów, chór i orkiestrę, a także chóralne dzieła sakralne kompozytorów polskich, m.in. Pawła Łukaszewskiego, Henryka Mikołaja Góreckiego, Juliusza Łuciuka oraz twórców młodego pokolenia. Chór współpracuje też z twórcami muzyki rozrywkowej, m.in. Mateuszem Pospieszalskim, nie stroni również od eksperymentów muzycznych takich jak hymny Światowych Dni Młodzieży w jazzowych aranżacjach. Co roku bierze udział w Festiwalu Nowe Epifanie.
Obok licznych koncertów i nagrań chór rokrocznie organizuje akcję „PoKolędzie JP2”, w której – dzięki współpracy z innymi zespołami – podtrzymuje staropolską tradycję kolędowania, dzieląc się radością Bożego Narodzenia z mieszkańcami domów opieki społecznej, domów dziecka, chorymi w szpitalach itp. Od trzech lat, we współpracy z Ministerstwem Kultury i Dziedzictwa Narodowego, chór realizuje też projekt „Jan Paweł II – pamięć dostępna”, docierając z papieskim przesłaniem do miejscowości o ograniczonym dostępie do kultury.
Chór jest laureatem licznych konkursów i festiwali, a do ostatnich jego sukcesów należą: Grand Prix, I nagroda i nagroda specjalna w konkursie Music Everywhere w Gdańsku (2017), III nagroda w konkursie Musica Vera w Toruniu (2017) oraz I miejsce na VI Międzynarodowym Konkursie Carmen Fidei w Goniądzu (2019). Zespół współpracował ze znakomitymi solistami, jak Andrea Bocelli, Agata Zubel, Urszula Kryger, Robert Gierlach, Tadeusz Szlenkier. W dorobku fonograficznym chóru znajdują się płyty z kołysankami i kolędami, Oratorium o Sercu Maryi Pawła Bębenka, a także teledyski: piosenka dla Aleppo Rozbitkowie czy napisany na kanonizację Jana Pawła II utwór Pod prąd

#### Festiwal Nowe Epifanie
Warszawski wielkopostny festiwal, którego organizatorem jest Centrum Myśli Jana Pawła II, a współtwórcami byli Piotr Duda i Marek Pasieczny, istnieje od 2008 r. Jego pierwotna nazwa „Gorzkie Żale” odwołuje się do nabożeństwa, ułożonego w XVIII w. przez patrona stolicy – bł. Władysława z Gielniowa – i śpiewanego w każdą niedzielę Wielkiego Postu.
Nazwa „Nowe Epifanie”, dodana w 2016 r., nawiązuje do „nowych epifanii piękna”, o których pisał Jan Paweł II w Liście do artystów(1999). Jako polski poeta i dramatopisarz Papież patronuje Festiwalowi, który łączy duchowość i sztukę. Epifania to objawienie, a jednocześnie olśnienie i zachwyt ukazaniem się w świecie tego, co boskie i wieczne. Także to, co najpiękniejsze i nieśmiertelne w sztuce europejskiej, zainspirowane zostało objawieniem przemieniającej mocy i piękna zmartwychwstania Chrystusa, Boga i człowieka, nieprzedstawialnego w przedstawionym. Nowa epifania piękna, w każdym wydarzeniu festiwalowym, jest również ambitnym celem naszej wspólnej wielkopostnej pokuty artystycznej – poszerzającej percepcję i uzdrawiającą serca, zaślepione przywiązaniem do tego, co ziemskie tylko i przyziemne, co widzą oczy na co dzień.
Festiwal łączy w sobie średniowieczne misteria z awangardowymi nieraz inscenizacjami, wydarzenia parateatralne, takie jak performance lub happening kulinarny, z teologiczną dyskusją o filmie, tradycyjne ludowe pieśni religijne i muzykę współczesną, sztuki wizualne i warsztaty plastyczne dla dzieci.
Ważnym elementem Festiwalu są premiery i nowe wykonania dawnych utworów. Coraz więcej wydarzeń festiwalowych powstaje w koprodukcji Centrum z teatrami oraz instytucjami kultury, w Polsce i za granicą, z parafiami i kościołami.
Każda edycja Festiwalu (nie było go w latach 2011 i 2015) ma własny motyw, który jest inspiracją dla zaproszonych do współpracy artystów, a jednocześnie wspólnym mianownikiem festiwalowych wydarzeń. Są to motywy biblijne i wielkopostne, jak krzyż (2008), kuszenie (2009), śmierć (2012), 40 dni na pustyni(2014) lub powiązane z nimi utwory literackie, jak „Piekło” Dantego (2010) czy „Faust” Goethego (2013), a ostatnio proste i uniwersalne, ale też wieloznaczne symbole, jak skrzyżowanie (2016), matka (2017), król (2018),  Judasz (2019), Maria Magdalena / Nie dotykaj mnie (2020), Któż zdoła się ostać? / apokalipsa (2021).

#### Festiwal Muzyka Wiary – Muzyka Pokoju
Jest to przestrzeń improwizacji i innego niż dotychczas spojrzenia na muzykę sakralną wielu kultur. Festiwal nawiązuje do spotkań międzyreligijnych w Asyżu, które Jan Paweł II zainicjował w 1986 r. oraz do tradycji wielokulturowych Rzeczypospolitej Polskiej. Festiwal tworzy przestrzeń artystycznych poszukiwań dla twórców, którzy są otwarci na tradycje różnych kultur i religii, i którzy jednocześnie chcą te tradycje wyrazić współczesnymi środkami.
Do tej pory odbyły się cztery edycje Festiwalu – w 2017, 2018, 2019 oraz 2020 r. Dyrektorem artystycznym festiwalu jest Miron Zajfert.

### Działalność wydawnicza
Centrum prowadzi aktywną działalność wydawniczą, w ramach której wydaje publikacje książkowe związane głównie, choć nie tylko, ze swoim patronem – Janem Pawłem II.
Do tej pory Centrum wydało lub było współwydawcą ponad 30 publikacji. Wśród nich znaleźć można teksty o charakterze naukowym oraz dydaktycznym dotyczące działalności i myśli papieża oraz teologii i filozofii.

#### Biblioteka Centrum Myśli Jana Pawła II
Biblioteka Centrum Myśli Jana Pawła II to specjalistyczny księgozbiór w całości poświęcony osobie i nauczaniu Jana Pawła II. Gromadzi książki, czasopisma, wydawnictwa ciągłe i okolicznościowe poświęcone Ojcu Świętemu oraz dokumentujące przebieg jego pontyfikatu. Wśród zbiorów znajdują się publikacje obcojęzyczne (m.in. w języku angielskim, włoskim, hiszpańskim) oraz kolekcja płyt CD i DVD z nagraniami papieskimi. Wśród materiałów biblioteki są też multimedia – wspomnienia świadków pontyfikatu i życia Karola Wojtyły – Jana Pawła II (dawna Mediateka). Obecnie mediateka to ponad 360 wywiadów, czyli łącznie ponad 500 godzin nagrań z osobami, które spotkały osobiście w swoim życiu Jana Pawła II.
Łącznie zbiory Biblioteki obejmują ponad 7300 egzemplarzy.